# Edgar Lewis
Edgar Lewis (Holden, 22 giugno 1869 – Los Angeles, 21 maggio 1938) è stato un regista, attore, sceneggiatore produttore cinematografico statunitense.

## Filmografia

### Regista
- Hiawatha (1913)
- The Sheriff – cortometraggio (1913)
- After the Massacre – cortometraggio (1913)
- Early Oklahoma – cortometraggio (1913)
- His Uncle's Heir – cortometraggio (1913)
- Wallingford's Wallet – cortometraggio (1913)
- The Smuggler's Sister – cortometraggio (1913)
- The Clown's Daughter – cortometraggio (1913)
- Targets of Fate – cortometraggio (1913)
- The Faith of Her Father – cortometraggio (1914)
- Northern Lights (1914)
- The Littlest Rebel (1914)
- Captain Swift (1914)
- The Thief (1914)
- Samson (1915)
- A Gilded Fool (1915)
- The Nigger (1915)
- The Plunderer (1915)
- Great Divide (1915)
- Souls in Bondage (1916)
- The Bondman (1916)
- The Flames of Johannis (1916)
- The Toilers (1916)
- The Light at Dusk (1916)
- The Barrier (1917)
- The Bar Sinister (1917)
- The Sign Invisible (1918)
- Calibre 38 (1919)
- Love and the Law (1919)
- Other Men's Shoes (1920)
- Sherry (1920)
- Lahoma (1920)
- A Beggar in Purple (1920)
- The Sage Hen
- Strength of the Pines (1922)
- You Are Guilty
- The Right of the Strongest
- Red Love
- A Made-To-Order Hero
- One Glorious Scrap
- The Fearless Rider
- Put 'Em Up
- The Arizona Cyclone
- Stormy Waters
- Life's Crossroads
- The Gun Runner
- Unmasked (1929)
- Love at First Sight (1929)
- Ladies in Love (1930)